# Чудова (приток Колвы)
Чудова — река в России, протекает по Чердынскому и Красновишерскому районам Пермского края. Устье реки находится в 6,4 км по левому берегу реки Колва. Длина реки составляет 51 км, площадь водосборного бассейна 129 км².
Исток реки в Красновишерском районе у деревни Оралово в 13 км к северо-западу от Красновишерска. Течёт главным образом в западном и юго-западном направлениях, всё течение проходит по ненаселённому, сильно заболоченному лесу. Приток — Малая Чудова (левый). Впадает в Колву двумя рукавами чуть ниже города Чердынь.

## Данные водного реестра
По данным государственного водного реестра России относится к Камскому бассейновому округу, водохозяйственный участок реки — Кама от водомерного поста у села Бондюг до города Березники, речной подбассейн реки — бассейны притоков Камы до впадения Белой. Речной бассейн реки — Кама.
По данным геоинформационной системы водохозяйственного районирования территории РФ, подготовленной Федеральным агентством водных ресурсов:
- Код водного объекта в государственном водном реестре — 10010100212111100006734
- Код по гидрологической изученности (ГИ) — 111100673
- Код бассейна — 10.01.01.002
- Номер тома по ГИ — 11
- Выпуск по ГИ — 1